# Vườn Eden

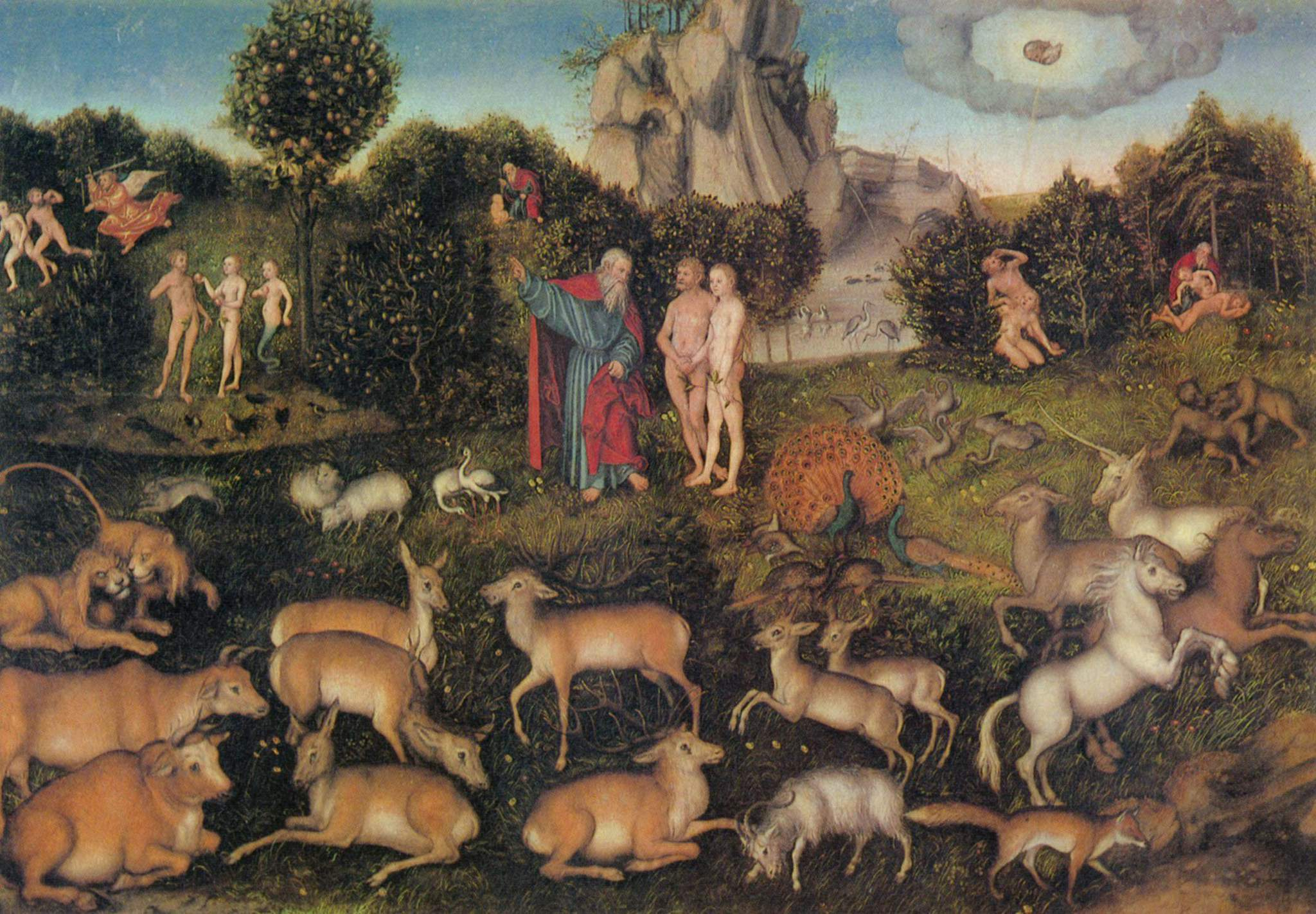
"Vườn Địa Đàng" bởi Lucas Cranach der Ältere.

Vườn Eden hay Vườn địa đàng (tiếng Hebrew: גַּן־עֵדֶן – gan-ʿḖḏen; tiếng Ả Rập: جنة عدن, Jannat ʿ Adn)  là một khu vườn được mô tả trong Sách Sáng Thế là nơi hai người đầu tiên, Adam và Eva, sinh sống sau khi họ được Thiên Chúa tạo ra.
Thiên Chúa đặt con người trong Vườn Địa Đàng và cho phép ăn tất cả mọi loại trái cây trong đó, ngoại trừ cây biết điều thiện điều ác (cây trái cấm). Theo nghĩa đen, Kinh Thánh nói về một khu vườn ở Địa Đàng. Vườn này là một phần của câu chuyện thường được sử dụng để giải thích nguồn gốc của tội lỗi và sai phạm của loài người. Tổng lãnh thiên thần Uriel, với thanh kiếm rực của mình, được gọi là canh gác cổng cho vườn Địa Đàng.
Theo sách này, vị trí của khu vườn Địa Đàng nằm ở bốn con sông (Pishon, Gihon, Tigris, Euphrates), và ba khu vực (Havilah, Assyria, và Kush). Có những giả thuyết cho rằng vườn Địa Đàng nằm ở đầu nguồn của sông Tigris và Euphrates (phía bắc Lưỡng Hà), ở Iraq (Lưỡng Hà), châu Phi, và vịnh Ba Tư. Đối với nhiều nhà văn thời Trung cổ, hình ảnh của vườn Địa Đàng cũng tạo ra một hình ảnh tình yêu và tình dục của loài người.